# 科沃布热格圣母升天圣殿共主教座堂
科沃布热格圣母升天圣殿共主教座堂  是一座罗马天主教宗座圣殿、共主教座堂，位于波兰西波美拉尼亚省的科沃布热格。 该堂建于14世纪初，哥特式风格，有5个中殿。1972年成为天主教科沙林-科沃布日格教区的共主教座堂。
该堂建于14世纪初，1321年举行了第一场弥撒。16世纪改为新教教堂。1945年，在第二次世界大战的科奥布热格战役中，这是保卫城市的一个重要地点。教堂被苏联炮兵摧毁。1957年，该堂交给天主教会，开始重建。

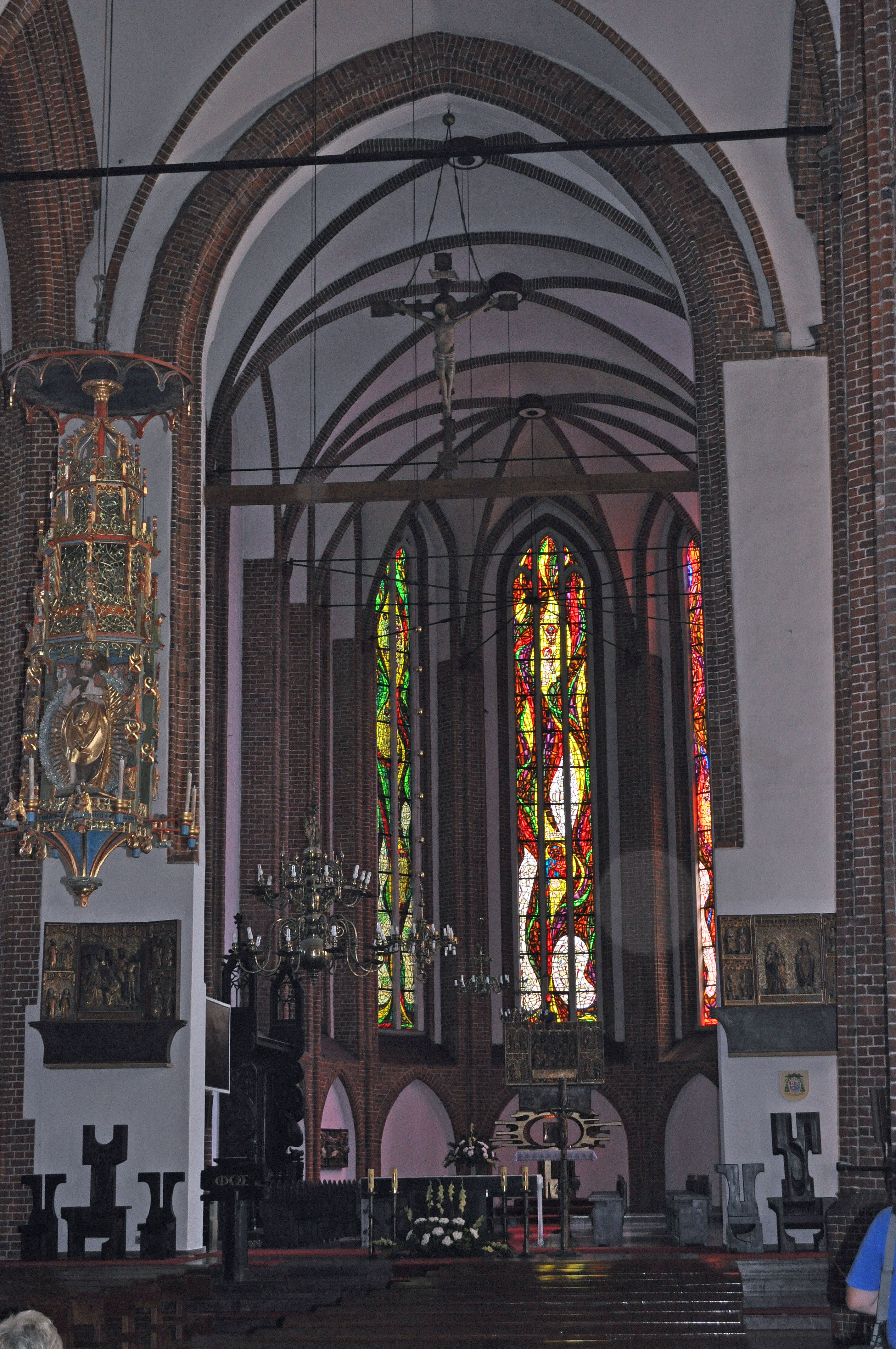